# Liberty (Oklahoma)
Liberty – miasto w Stanach Zjednoczonych, w stanie Oklahoma, w hrabstwie Okmulgee.